# João Lima
João Lima (Luanda, Angola portuguesa; 20 de septiembre de 1961-18 de noviembre de 2023) fue un atleta portugués nacido en Angola especialista en los 110 metros con vallas.

## Carrera
Compitió a nivel nacional y su mayor mérito fue la clasificación a los Juegos Olímpicos de Seúl 1988 representando a Portugal en el evento de 110 metros con vallas donde quedó eliminado en la primera ronda luego de terminar en sexto lugar en el quinto hit luego de arrancar en el carril siete, y solo superó a Albert Miller de Fiyi, y en la clasificación final del evento terminó en el lugar 33 entre 43 participantes.